# Year of the Dog
Year of the Dog („Jahr des Hundes“) ist ein US-amerikanisches Filmdrama von Mike White aus dem Jahr 2007.

## Handlung
Die Angestellte Peggy ist Anfang 40; ihr Hund Pencil ist ihr engster Freund. Eines Tages lässt Peggy ihren Hund über Nacht frei laufen. Pencil frisst dabei etwas Giftiges und stirbt daraufhin.
Peggys Freundin Layla sagt, Pencil habe Peggy davon abgehalten, eine Liebesbeziehung zu einem Mann aufzubauen. Peggys Bruder und dessen Frau Bret können den Verlust nicht verstehen. Peggys Nachbar Al verabredet sich mit ihr. Er erzählt ihr über seine Erlebnisse als Freizeitjäger, wodurch er sie abschreckt.
Peggy bekommt von Newt, einem Mitarbeiter der Society for the Prevention of Cruelty to Animals einen neuen Hund, Valentine. Sie lernt Newt näher kennen und offenbart ihm, sie sei in ihn verliebt. Newt meint, dass er keine Beziehung aufbauen könne, was Peggy verärgert. Peggy wirft Al, als dieser etwas später vorbeischaut, vor, dass Pencil durch etwas vergiftet worden sei, was dieser in Als Garage gefunden habe.
Peggy beginnt, sich stärker für Tiere und für die Thematik der Tierversuche zu interessieren. Sie fördert zahlreiche Tierschutzorganisationen mit Geld, das sie ihrem Arbeitgeber stiehlt. Als ihr Chef dies herausfindet, entlässt er sie.
Peggy entdeckt in der Garage ihres Nachbarn eine giftige Substanz und greift diesen mit einem seiner eigenen Jagdmesser an. Die Polizei wird gerufen. Peggy erklärt, sie wollte Al das Gefühl vermitteln, selbst gejagt zu werden. Ihr Chef verspricht ihr, sie wieder einzustellen, wenn sie das gestohlene Geld zurückzahlt. Sie bekommt ihren alten Job zurück und wird in ihrer Firma herzlich empfangen. Peggy verkündet ihrem Bekanntenkreis, sie würde ihr Leben fortan dem Kampf für die Rechte der Tiere widmen.

## Kritiken
John Anderson schrieb in der Zeitschrift Variety vom 21. Januar 2007, das Thema der durch ihre emotionalen Bedürfnisse geplagten Menschen mache den Film eher zu einer Tragödie als zu einer Komödie. Die „bittersüße“ Darstellung von Molly Shannon mache ihn dennoch zu einer „ironischen“ Komödie. Die Handlung sei eher episodisch als linear erzählt. Die Kameraarbeit sei „wunderbar“ und „subtil“.
Duane Byrge bezeichnete den Film in der Zeitschrift The Hollywood Reporter vom 21. Januar 2007 als eine „berührende Komödie“, die „ansprechende Sentimentalität“ ohne „Gefühlsduselei“ zeige. Die Darstellung von Molly Shannon biete genauso erhellenden Humor wie auch dunkle Einblicke. Byrge lobte ferner Regina King, Laura Dern und John C. Reilly.

## Auszeichnungen
Regisseur Mike White erhielt für sein Filmskript eine Nominierung bei den Independent Spirit Awards 2008.

## Hintergrund
Der Film wurde in den kalifornischen Städten Altadena, Los Angeles, Santa Clarita und Torrance gedreht. Er hatte seine Weltpremiere am 20. Januar 2007 auf dem Sundance Film Festival. Der Film spielte in den Kinos der USA ca. 1,5 Millionen US-Dollar ein.